# Bertiera congolana
Bertiera congolana är en måreväxtart som beskrevs av De Wild. och Théophile Alexis Durand. Bertiera congolana ingår i släktet Bertiera och familjen måreväxter. Inga underarter finns listade i Catalogue of Life.